# Hoummane El Fetouaki

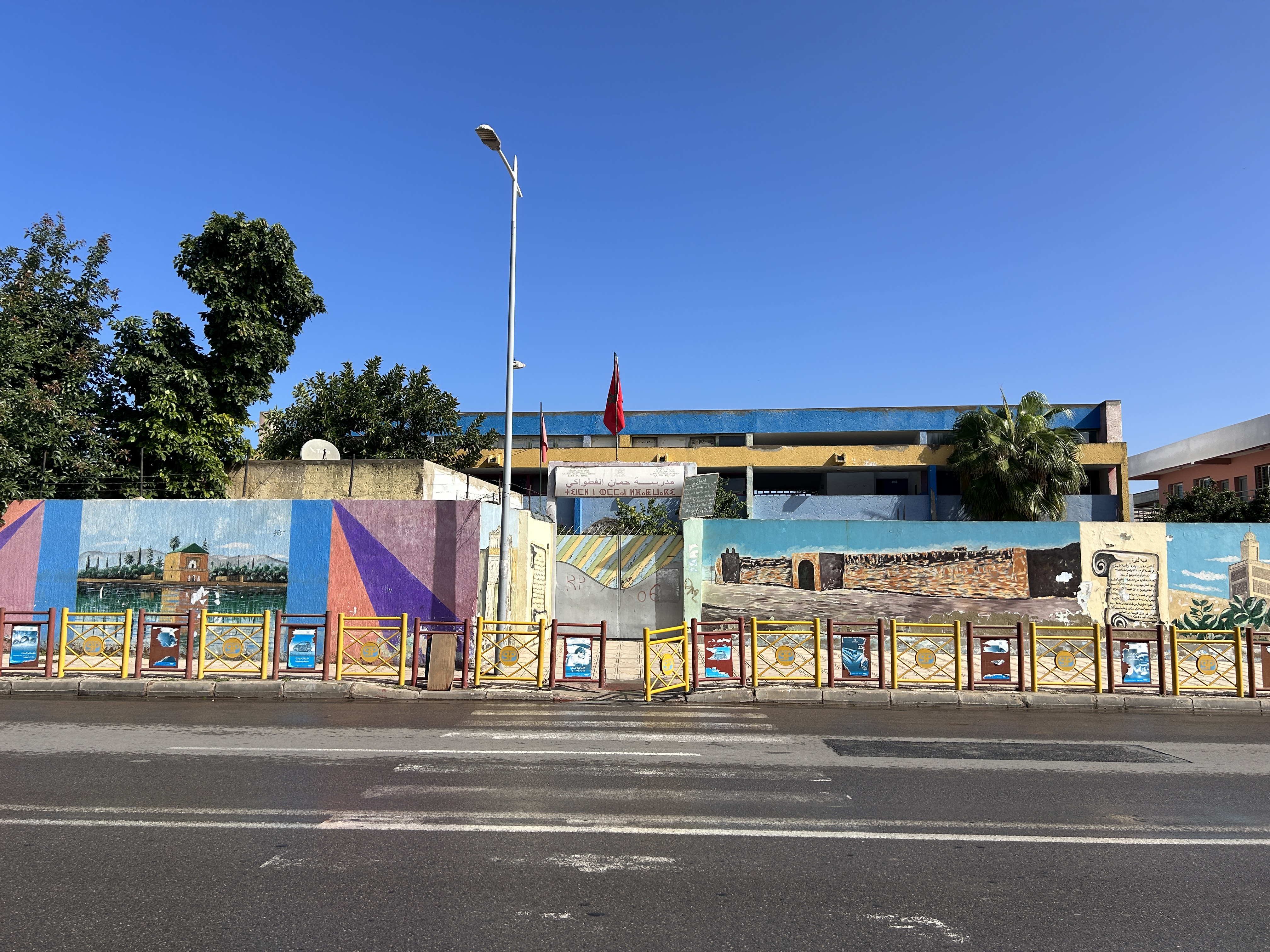
École portant le nom de Hoummane El Fetouaki à Salé, Maroc

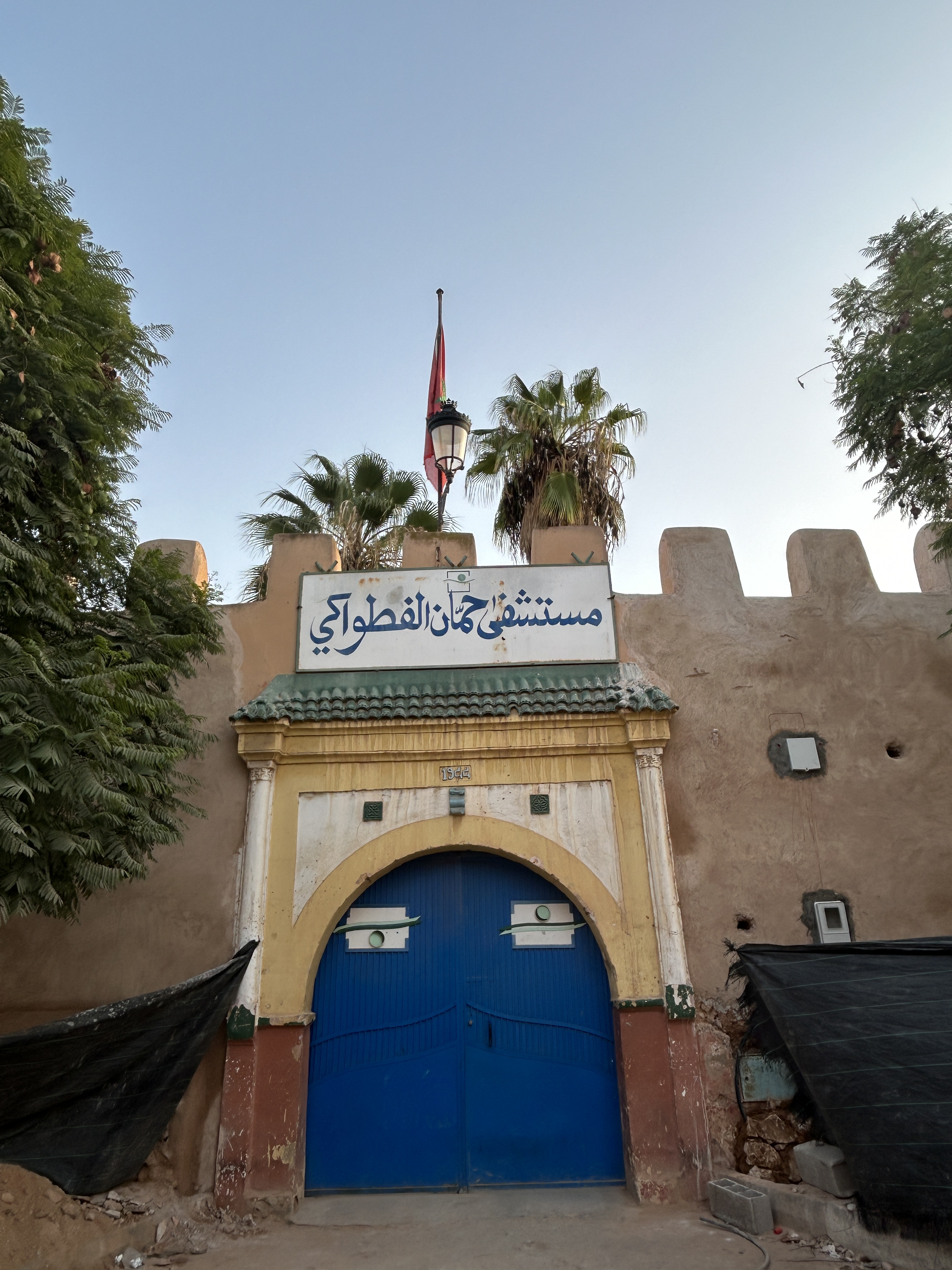
Hôpital avec le nom de Hoummane El Fetouaki à Tiznit, Maroc

Hoummane El Fetouaki (en arabe : حمان الفطواكي, né Mohamed Ben Brik Ben Brahim en 1908 à Tidili Fetouaka dans la province d'Azilal et mort exécuté le 9 avril 1955 à El Jadida) est un nationaliste, résistant et ancien combattant marocain de l'Armée de libération nationale (ALN).

## Biographie
Hoummane El Fetouaki, nommé Mohamed Ben Brik Ben Brahim, est né en 1908 au village de Tidili Fetouaka , dans le Haouz, fief de la tribu des Fetouakas dans la région de Marrakech, dans une famille de paysans de père en fils. Non scolarisé, il passe toute son enfance et son adolescence dans les terres agricoles de ses parents. En fait, il n'a pas eu la chance d'aller à l'école, comme ses pairs, lorsque le protectorat français est instauré dans le pays à partir de 1912.
À l'âge de vingt ans, alors que le sultan Sidi Mohammed ben Youssef vient de succéder à son père Moulay Youssef en 1927, Hoummane El Fetouaki décide enfin de rompre avec sa vie de paysan et quitte le foyer familial pour chercher un emploi dans les grandes villes marocaines. Il s'installe alors dans le nord du pays — sous protectorat espagnol — dans la ville de Tétouan et s'engage dans les rangs de l'Armée espagnole en tant que soldat. Il y passera presque six années, période durant laquelle il épouse une Tangéroise en 1942.

## Résistance et action militaire
Après son service militaire au sein de l'armée espagnole dans le nord du Maroc, il revient au milieu des années 1940 dans sa région natale
pour s'y installer définitivement. Il épouse alors la cause marocaine et devient conscient du poids de l'occupation étrangère sur son pays.
Il s'installe à Marrakech où il exerce plusieurs métiers : chauffeur de camion, commerçant ou encore épicier. Parallèlement, il se lance  dans l'action politique et rejoint les rangs du parti de l'Istiqlal fondé en 1943, mais il se tourne rapidement vers l'action armée et intègre les cellules secrètes qu'animait déjà Mohamed Zerktouni. Il crée à son tour une multitude de cellules à Marrakech.

## Attentats de Marrakech de 1954
En mars 1954, les mosquées de Marrakech sont le terrain des opérations du réseau El Fetouaki. La première opération, le vendredi 5 mars, a lieu à la mosquée Koutoubia, où deux bombes sont lancées. Le pacha Thami El Glaoui, principale cible, en sort indemne, mais une trentaine de musulmans sont blessés. Le 19 mars, le groupe de résistants marrakchis récidivent à la mosquée Berrima, jouxtant le palais. Sachant que le sultan Mohammed ben Arafa, y faisait sa prière pendant sa visite à Marrakech, le jeune Ahmed Ben Ali y pose une bombe. Le sultan, ainsi que six membres de sa garde rapprochée, sont blessés. El Glaoui s'occupe lui-même de liquider sur place l'exécutant, connu sous le nom de « Oukkala ».
Dans les mois qui suivent, le réseau El Fetouaki abat le commissaire du gouvernement près le tribunal chérifien Maurice Monier le 15 mai 1954, rate de peu le Résident général Augustin Guillaume lors de sa visite d'adieu à Marrakech le 25 mai 1954,  et blesse de plusieurs balles le général d'Hauteville le 20 juin 1954. Mais, à la suite de l'assassinat du contrôleur civil délégué aux affaires urbaines Claude Jean Thivend le 23 juillet 1954 et à la tentative d'assassinat du président de la chambre de commerce marocaine le 25 juillet 1954, le réseau est démantelé en août 1954 lorsque Hoummane El Fetouaki est arrêté avec dix autres membres,.

## Arrestation et exécution
Le 6 novembre 1954, Hoummane El Fetouaki est condamné à mort à la suite du démantèlement de son réseau. Toutefois, le jugement prononcé par le tribunal ne sera pas exécuté, les autorités coloniales ont en effet essayé d'amadouer le mouvement de résistance en leur faisant miroiter une éventuelle amnistie.
En mars 1955, après la vague des attentats commises par les cellules clandestines créées autour d'El Fetouaki à Marrakech, il est arrêté et emprisonné par les autorités françaises au pénitencier d'El Adir (El Jadida), il est alors condamné à mort par un tribunal militaire.
Un mois plus tard, le 9 avril 1955, au moment de son exécution, il refusa de porter un bandeau sur les yeux, un geste qui restera gravé dans la mémoire de ses compatriotes marocains,. Moins de sept mois plus tard, l'administration française sera contrainte aux négociations d’Aix-les-Bains qui vont baliser le chemin du retour d'exil du sultan Mohammed ben Youssef et l'indépendance du Maroc.